# Anthony Adderly
Anthony „Garrincha” Adderly (ur. 5 maja 1958) – belizeński piłkarz, grający na pozycji napastnika, trener piłkarski.

## Kariera piłkarska

### Kariera klubowa
Jest jednym z najbardziej utytułowanych piłkarzy Belize. Jako zawodnik zespołu Berger 404 wygrał dwa mistrzostwa pierwszej ligi, potem grał w Haig Dimple i Red Stripe. Również z Stann Creek United (Queens Park Rangers) zdobył trzy razy tytuł mistrzowski ligi Interdistrict. Przed zakończeniem kariery piłkarza w wieku 23 lat przeniósł się do Belize Defence Force FC w 1980 roku.

### Kariera reprezentacyjna
Bronił barw narodowej reprezentacji Belize.

## Kariera trenerska
Po zakończeniu kariery piłkarskiej rozpoczął karierę szkoleniową. W latach 1997–2000 trenował klub Grigamandala. Od 2004 do 2006 roku prowadził narodową reprezentację Belize.

## Sukcesy i odznaczenia

### Sukcesy klubowe
- mistrz Belize: 5x